# 182 (عدد)
182 هو عدد صحيح. طبيعي بين 181 و183

## في الرياضيات

### خصائص
- 182عدد زوجي
- 182عدد ناقص